# Priscilla Shirer
Priscilla Shirer (31 de diciembre de 1974) es una locutora, autora y actriz estadounidense. Ha pasado más de diez años siendo miembro de muchas corporaciones y organizaciones cristianas de Norteamérica y del mundo. Actualmente, se centra en la prédica y enseñanza bíblica para las mujeres. En el año 2015 actuó en la película cristiana Cuarto de guerra de Alex Kendrick, con un papel principal.

## Antecedentes y vida personal
Shirer es hija del doctor Tony Evans, pastor de la Iglesia "Oak Cliff Bible Fellowship" en Dallas, Texas. Ella creció en un mundo cristiano y familiarizada con la biblia. Cuando ingresó en la universidad de Houston, hizo una pasantía en una estación de radio, donde transmitía predicas y música cristiana. Luego, las personas que oyeron, comenzaban a invitarla a varios eventos para que esta pueda dirigir estudios bíblicos. 
Después de graduarse de la universidad, Priscilla comenzó a trabajar en el Seminario Teológico en la ciudad de Dallas. Pronto fue invitada a dirigir estudios bíblicos en la corporación de Zig Ziglar. Shirer también ha trabajado como contratista para la CBS y presentó su primer programa de televisión. Shirer ha llamado a Anne Graham, hija del evangelista Billy Graham, su "mentora del ministerio". El hermano menor de Shirer es el cantautor cristiano Anthony Evans.
Priscilla está casada con Jerry Shirer, exejecutivo de la compañía Hilton Hotels & Resorts. Junto a su marido, Shirer ha puesto en función varias organizaciones de estudios bíblicos para oradores, pastores y maestros. Ellos son padres de tres hijos y comparten el ministerio y las responsabilidades familiares.
Priscila predica en varias iglesias de Estados Unidos y otros eventos, incluyendo la conferencia Going Beyond, que fue patrocinada por LifeWay Christian Resources. En el año 2015 protagonizó la película cristiana Cuarto de guerra junto a TC Stallings y Karen Abercrombie.

## Filmografía
- War Room - Elizabeth Jordan
- I Can Only Imagine (2018) - Mrs. Fincher
- Overcomer (2019)
- The Forge (2024) - Cynthia Wright y Elizabeth Jordan